# 张来武
张来武（1955年10月—），安徽铜陵人。男，汉族。1973年4月参加工作，1981年11月加入中国共产党。复旦大学数学系本科毕业，北京大学数学系硕士、博士毕业，美国纽约州立大学奥本尼分校经济系经济学专业博士毕业。
1977至1982年，在复旦大学数学系就读本科。1982至1987年，在北京大学数学系读硕士、博士研究生。1987年7月至1990年9月，任北京大学管理学院讲师、副教授，北京大学党委委员、共青团委书记、共青团中央委员。1990年9月至1991年9月，任美国纽约州立大学工商管理客座教授。1991年9月至1995年8月，在美国纽约州立大学奥本尼分校经济系经济学专业读博士。1995年8月至1995年11月，任北京大学工商管理和经济学教授。1995年11月至1999年6月，任中国青年政治学院副院长、常务副院长、中国青年金融研究所长。
1999年6月至2003年1月，任宁夏回族自治区主席助理。2003年1月至2008年8月，任宁夏回族自治区副主席。
2008年8月至2015年11月，任中华人民共和国科学技术部副部长。